# ROKS Cheongju
Le ROKS Cheongju (FF-961) est une frégate de la marine de la république de Corée, le neuvième et dernier navire de la classe Ulsan. Il est nommé d’après la ville de Cheongju, la capitale et la plus grande ville de la province de Chungcheong du Nord.

## Conception
Au début des années 1990, le plan du gouvernement sud-coréen pour la construction de navires côtiers de prochaine génération nommé Frégate 2000 a été abandonné en raison de la crise financière asiatique de 1997. Mais avec le démantèlement des destroyers de classe Gearing et la flotte vieillissante de frégates de classe Ulsan, le plan a été relancé au début des années 2000 sous le nom de Future Frigate eXperimental, également connu sous le nom de FFX.
10 navires ont été lancés et mis en service de 1980 à 1993. Ils ont 3 variantes différentes qui se composent de Flight I, Flight II et Flight III.

## Carrière
Le ROKS Cheongju a été construit par Daewoo Shipbuilding & Marine Engineering, lancé le 20 mars 1992 et mis en service le 1er juin 1993,.
En novembre 2000, le Cheongju est allé à San Francisco, passant sous le célèbre Golden Gate Bridge.